# Лисина, Ева Николаевна
Ева Николаевна Лисина (26 июля 1939, Именево, Чувашская АССР) — советский и российский писатель — прозаик, поэт, драматург, переводчик.
Заслуженный деятель культуры Чувашской Республики (2001). Член Союза писателей СССР (1988).

## Биография
Ева Лисина родилась 26 июля 1939 года в деревне Именево Батыревского района Чувашской АССР в семье сельского учителя. Ева Лисина — младшая сестра чувашского поэта Геннадия Айги и художника Луизы Юманкка.
Детство и юность ее прошли в деревне Шаймурзино того же района. В 1956-1962 гг. училась в Сельскохозяйственной академии им. К. А. Тимирязева (Москва). В 1962 г. работала в Ботаническом саду МГУ, в 1963-1968 гг. – в лаборатории бионики Первого медицинского института им. И. М. Сеченова (Москва). Именно в эти годы начинает заниматься литературой. Чтобы быть "поближе" к литературе, поступает на работу во Всесоюзную библиотеку иностранной литературы имени М. И. Рудомино, где в течение 20 лет (1968-1988) работала старшим редактором: сначала в естественно-научном отделе как биолог, потом в выставочном отделе готовила книжно-иллюстрированные выставки, посвященные творчеству русских и зарубежных писателей; с некоторыми выставками выезжала в Веймар, Лейпциг и Прагу. Наряду с работой в библиотеке она в 1978-1983 и 1989-1993 гг. в Театральном училище имени Щепкина преподавала будущим чувашским актерам чувашский язык.
Первый рассказ был напечатан в журнале «Ялав» в 1967 году. С тех пор произведения Е. Лисиной регулярно печатаются в журналах Чувашии и книги ее издаются в Чувашском книжном издательстве.
В 1991 году на конкурсе радиостанции «Немецкая волна» (ФРГ, Кёльн) рассказ Е. Лисиной "Çăкăр чĕлли" (Кусок хлеба) среди 1683 рассказов был признан лучшим. По этому рассказу автором была написана радиопьеса, которую радиокомпания WDR выпустила в эфир, – презентация состоялась в 1992 г. в г. Мюнстере.
С 1994 года живёт в г. Чебоксары.
Ева Лисина создала много рассказов, сказок, повестей, пьес на чувашском и русском языках. В 1994 г. за новеллу "Рия" удостоена премии журнала "Ялав" (Знамя). Новелла переведена и на немецкий язык (переводчик Karl Fäuer).
На чувашский язык перевела произведения А. Н. Островского, Э. де Филиппо, П. Гаринеи, Ю. О’Нила и других мастеров.
По пьесам Е. Лисиной поставлены на чувашском и русском языках спектакли "Лопоухий Илюк" и "Бомжик".

## Труды

### Произведения
- Сказки (1969)
- Çĕньял ачисем (Дети Синьяла, 1971, 1977, 2004, 2005) ISBN 5767014027
- Хĕле кĕрес умĕн (Предзимье, 1974)
- Хупах хăлха Илюк (Лопоухий Илюк, 1979, 1986)
- Тепĕр çул та килетпĕр (Мы вернемся, 1989)
- Пăркка мучи калавĕсем (Рассказы дедушки Пркка, 1991)
- Çăкăр чĕлли (Кусок хлеба, 1994) ISBN 5767007640
- Христос Çуралнă Çĕр (Ночь Рождества Христова, 2000)
- Улăхпи (Луговая, 2002)[3]
- Sånger från nedre Tjuvasjien (Песня низовых чувашей, 2017) ISBN 9789187605338
- Дети Синьяла (на японском языке, переводчик М. Гото, 2019)

Детские книги Е. Лисиной, победившие на конкурсе "Литературная Чувашия: самая читаемая книга года":
- Улӑхпи (Луговая, 2002)
- Вӗҫекен кӳлӗ (Летающее озеро, 2011)

За притчу "Вӗҫекен кӳлӗ" еще в 1992 г. Е. Лисина была удостоена премии газеты "Литературная Россия" (Москва). Притча переведена на немецкий язык (KuLi. Zeitschrift für Kunst und Literatur. 2013. April. Übersetzung Karl Fäuer).
Рассказ Е. Лисиной "Брат Садри, или Я не хочу, чтобы Фатима плакала" стал лучшим рассказом 2016 г. (журнал "Тӑван Атӑл" (Родная Волга), 2016, № 10).
Эссе
на русском языке
- Чеченский дневник (Журнал "Дружба народов", 1995, № 2).
- 464-я (другое название - "Исповедь переводчика" (журнал "Лик", 2014, № 2)

на чувашском языке
- Земля, где родился Христос. Путевые заметки (Чувашское книжное издательство, 2000)

### Переводы
Драматургия (для театров)
- Эдуардо де Филиппо. Неаполь – город миллионеров.
- А. Островский. Женитьба Белугина.
- Пьетро Гаринеи, Сандро Джованнини. Ринальдо идет в бой.
- Ф. Достоевский. Мальчики (по роману "Братья Карамазовы").
- Юджин О,Нил. Луна для пасынков судьбы.

Проза
- В. Шаламов. Рассказы из сборника "Колымские рассказы" (журнал "Ялав").

Поэзия
- Орхан Вели. Стихи (пер. с турецкого).
- Преподобный Серафим Вырицкий. От Меня это было.

В 1990-2009 годах переводила Библию на чувашский язык.
- Библи : сӑваплӑ ҫырӑвӑн Авалхи тата Ҫӗнӗ Халал кӗнекисем / [Е. Н. Лисина куҫарнӑ]. - Санкт-Петербург : Раҫҫей Библи пӗрлӗхӗ, 2009 (Амити Принт (Нанкин, Китай)). - 1567 с. - Загл. на колофоне : Библия книги Священного Писания Ветхого и Нового Завета.

## Награды
- Заслуженный работник культуры Чувашской Республики (2001);
- Медаль ордена «За заслуги перед Чувашской Республикой» (2010);
- Почётный гражданин деревни Шаймурзино Батыревского района Чувашской Республики;
- Памятная медаль «100-летие образования Чувашской автономной области» (2020)
- Премия Всесоюзного конкурса на лучшую детскую книгу (1987) — за повесть «Лопоухий Илюк»;
- Премия газеты «Литературная Россия», 1992  —  за рассказ «Летающее озеро»
- Премия им. Васьлея Митты;
- Рассказ «Кусок хлеба» в 1991 году стал победителем литературного конкурса радиостанции «Немецкая волна».
- В 2011 году книга «Летающее озеро» стала победителем республиканского конкурса «Литературная Чувашия: самая читаемая книга года».